# Geranomyia avocetta
Geranomyia avocetta är en tvåvingeart som beskrevs av Alexander 1913. Geranomyia avocetta ingår i släktet Geranomyia och familjen småharkrankar. Inga underarter finns listade i Catalogue of Life.